# Marauna abati
Marauna abati är en skalbaggsart som beskrevs av Maria Helena M. Galileo och Martins 2007. Marauna abati ingår i släktet Marauna och familjen långhorningar.
Artens utbredningsområde är Paraguay. Inga underarter finns listade i Catalogue of Life.